# Chiesa di San Lorenzo a Pizzidimonte
La chiesa di San Lorenzo a Pizzidimonte si trova a Prato.

## Storia e descrizione
Sorge sulla vecchia via di Travalle o Mugellese ed ha tracce dell'originaria struttura duecentesca, portico e campanile a torre (1810). L'interno, di piacevole aspetto sei-settecentesco, ha cantoria su pilastri in controfacciata; nel coro è posta una notevole tavola con la Madonna, il Bambino e santi (1600 circa), attribuita al Passignano, mentre su un altare laterale è la tela col Martirio di san Lorenzo (1800) di Domenico del Potestà.

## Altre immagini

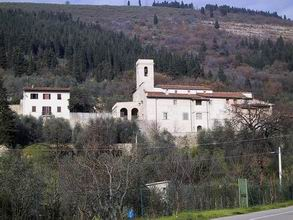
Veduta
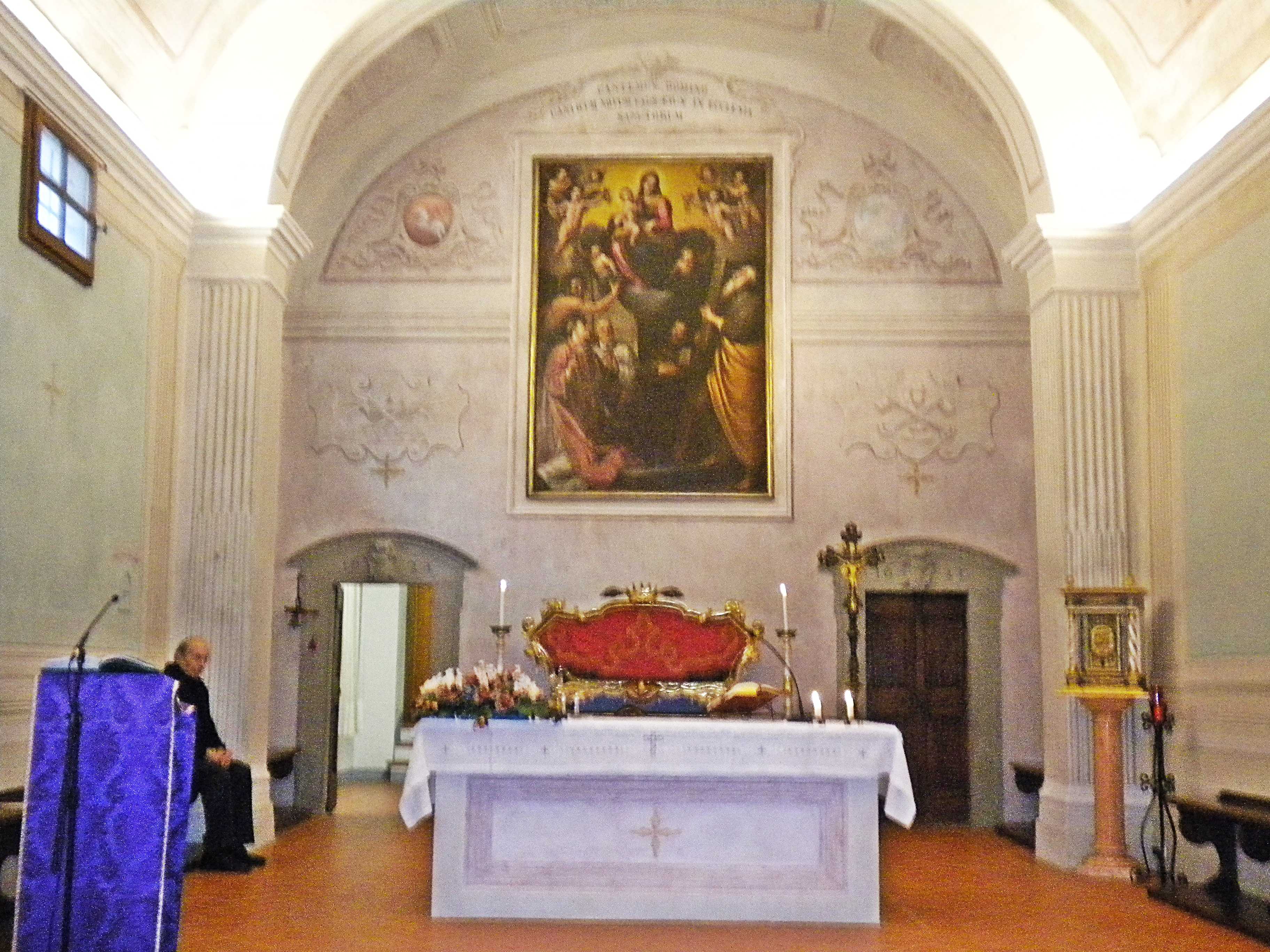
Interno
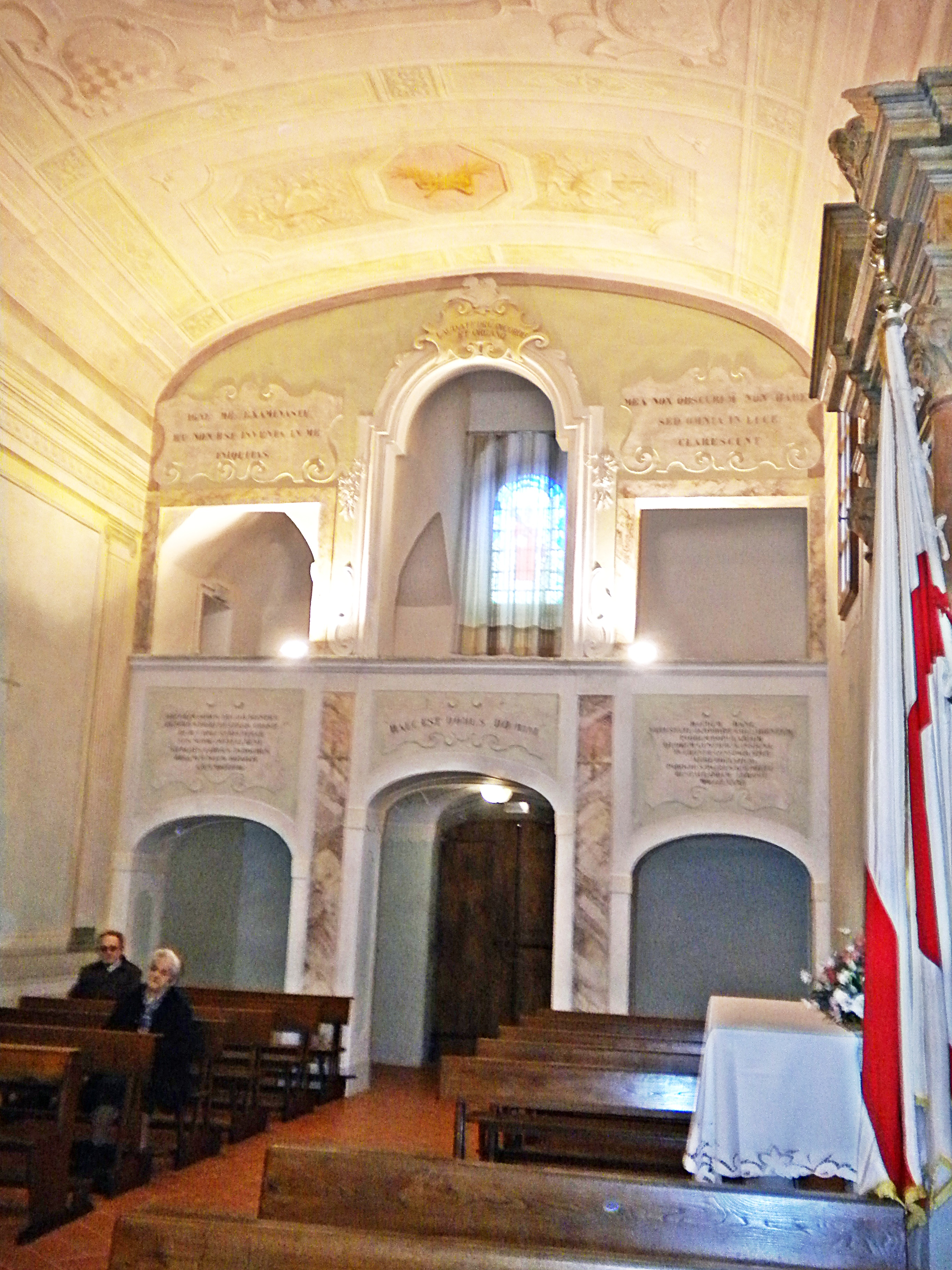
Interno
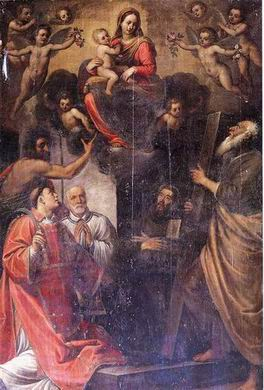
Madonna col Bambino e santi, attribuita al Passignano (1600 circa)